# Воскресенка (Баганський район)
Воскресенка (рос. Воскресенка) — село у Баганському районі Новосибірської області Російської Федерації.
Входить до складу муніципального утворення Мироновська сільрада. Населення становить 270 осіб (2010).

## Історія
Згідно із законом від 2 червня 2004 року органом місцевого самоврядування є Мироновська сільрада.

## Населення
| 2002 | 2007 | 2010 |
| ---- | ---- | ---- |
| 291  | ↘278 | ↘270 |